# Dieter Fromm
Dieter Fromm (Bad Langensalza, 21 aprile 1948) è un ex mezzofondista tedesco, specializzato negli 800 metri piani.

## Biografia
Gareggiò sotto la bandiera della Germania Est. Dopo essere giunto secondo negli 800 metri ai campionati europei juniores del 1966, partecipò alle Olimpiadi di Città del Messico 1968 dove riuscì a raggiungere la finale che concluse al sesto posto. L'anno seguente fu primo ai Giochi europei indoor disputatisi a Belgrado e si confermò vincitore ai campionati europei svoltisi ad Atene nell'estate dello stesso anno. Nell'edizione successiva della massima manifestazione continentale, svoltasi a Helsinki nel 1971, fu medaglia d'argento preceduto dal sovietico Jevhen Aržanov.
Nel 1972 partecipò alla sua seconda Olimpiade, a Monaco di Baviera, e anche questa volta raggiunse la finale che concluse però all'ottavo e ultimo posto. Nel 1974 fu settimo ai Campionati europei di Roma.
La sua carriera terminò bruscamente nel 1976 quando fu vittima di un infortunio al tendine di Achille durante una gara in preparazione delle Olimpiadi di Montreal.
Ha un figlio, Alexander, sposato con la quattrocentista Uta Rohländer.

## Palmarès
| Anno | Manifestazione   | Sede     | Evento    | Risultato | Prestazione | Note                  |
| ---- | ---------------- | -------- | --------- | --------- | ----------- | --------------------- |
| 1966 | Europei juniores | Odessa   | 800 metri | Argento   |             |                       |
| 1969 | Europei indoor   | Belgrado | 800 metri | Oro       | 1'46"6      | Record dei campionati |
| 1969 | Europei          | Atene    | 800 metri | Oro       | 1'45"9      | Record dei campionati |
| 1971 | Europei          | Helsinki | 800 metri | Argento   | 1'46"00     |                       |

## Altre competizioni internazionali
1973
- Bronzo in Coppa Europa ( Edimburgo), 800 m piani - 1'46"71

1975
- Coppa Europa di atletica leggera ( Nizza)
- Argento in Coppa Europa ( Nizza), 800 m piani - 1'47"36